# Fiat 515
La Fiat 515 è un'autovettura di media gamma prodotta dalla Fiat dal 1931 al 1934.
Si basava sulla carrozzeria della Fiat 522 e sull'economico motore a quattro cilindri da 1438 cm³ di cilindrata della Fiat 514. Raggiungeva i 77 km/h. Disponeva di quattro porte, di cui le posteriori, come sui modelli di lusso di classe superiore, si aprivano all'indietro. Il parabrezza era basculante per migliorare l'entrata di aria nell'abitacolo. Fu venduta in versione berlina e landaulet.
La "Fiat 515" presentò per la prima volta, novità a livello mondiale per le vetture della stessa classe, un sistema di freni idraulici che costituì una novità rara per l'epoca. I freni erano sulle quattro ruote, mentre il freno di stazionamento era sull'albero di trasmissione.
Fu anche preparata una versione più grande, la “Fiat 515 T”, con le specifiche tecniche che rimasero immutate. Raggiungeva la velocità massima di 75 km/h.
Il modello non sarà fabbricato anche in Spagna come la Fiat 514, negli stabilimenti di Guadalajara, acquistati nel 1931. La fabbrica fu distrutta nel 1936 durante la guerra civile spagnola e non fu mai più ricostruita. Nel 1950 la Fiat investirà ingenti capitali per un nuovo impianto produttivo a Barcellona, nella zona Franca, creando la SEAT.